# Southwest-Nationalpark
Der Southwest-Nationalpark (deutsch: Südwest-Nationalpark; engl. Southwest National Park) befindet sich im Südwesten der zu Australien gehörenden Insel Tasmanien.

## Beschreibung

### Geografie
Die Ostgrenze des größten Nationalparks Tasmaniens ist etwa 95 km von Hobart entfernt. Der Park mit einer Gesamtfläche von 6052 km² erstreckt sich über weite Teile des Südwestens der Insel. Er wurde ursprünglich 1955 unter dem Namen Lake-Pedder-Nationalpark rund um den Lake Pedder gegründet. Nach wiederholten Vergrößerungen des Parks bekam er schließlich 1990 seinen heutigen Namen. Er ist nunmehr der größte Nationalpark Tasmaniens und gehört zum UNESCO-Welterbe Tasmanische Wildnis.
Der am Nordrand des Parks liegende Mount Anne ist mit 1423 m die höchste Erhebung.
Der Park ist für seine Wildnis und Abgeschiedenheit bekannt. Das Wetter ist sehr wechselhaft und rau. Aborigines siedelten hier bereits vor 25.000 Jahren, die Europäer stießen im 19. Jahrhundert erstmals in dieses Gebiet vor. Seitdem gibt es kaum dauerhafte Bewohner und folglich auch nur geringe Einflüsse auf die Natur.
Im gesamten Park gibt es nur eine Straße, sie führt nach Strathgordon. Den Süd- und Westteil des Parks erreicht man nur zu Fuß, Boot oder aus der Luft. Das Rollfeld in Melaleuca, ganz im Südwesten, dient im Wesentlichen dem National Parks Service. Der Zugang über das Meer erfolgt am besten über Port Davey oder Bathurst Harbour.

### Fauna
Im Southwest-Nationalpark liegt das hauptsächliche Brutgebiet des vom Aussterben bedrohten Goldbauchsittichs, der von Besuchern des Parks am leichtesten in der Nähe von Melaleuca beobachtet werden kann.

### Wanderwege
Zwei Hauptwanderwege führen durch den Park. Einer führt von Lake Pedder nach Melaleuca, der andere von Cockle Creek nach Melaleuca. Die Wanderungen sind nur erfahrenen Wanderern zur empfehlen, da sie zusammen etwa zehn bis 14 Tage Zeit beanspruchen. Mit einem Flug nach Melaleuca kann man die Wanderung aufteilen, oder sich nur von dort aus für Tageswanderungen auf den Weg machen. Daneben gibt es noch weitere, meist sehr anspruchsvolle, Wanderwege. Sie führen in den Westen und Osten der Arthur Range, Precipitous Bluff, dem Südwestkap und Federation Peak, dem wahrscheinlich schwierigsten und anspruchsvollsten Wanderweg Australiens.
Kurzwanderungen
- Creepy Crawly Trail (20 Minuten hin und zurück)
- Huon Campground bzw. Ausgang des Port Davey Track (60 bis 120 Minuten hin und zurück)

Tageswanderungen
- Eliza Plateau (5 bis 6 Stunden hin und zurück)
- Mount Anne  (8 bis 10 Stunden hin und zurück)
- Lake Judd (6 Stunden hin und zurück)

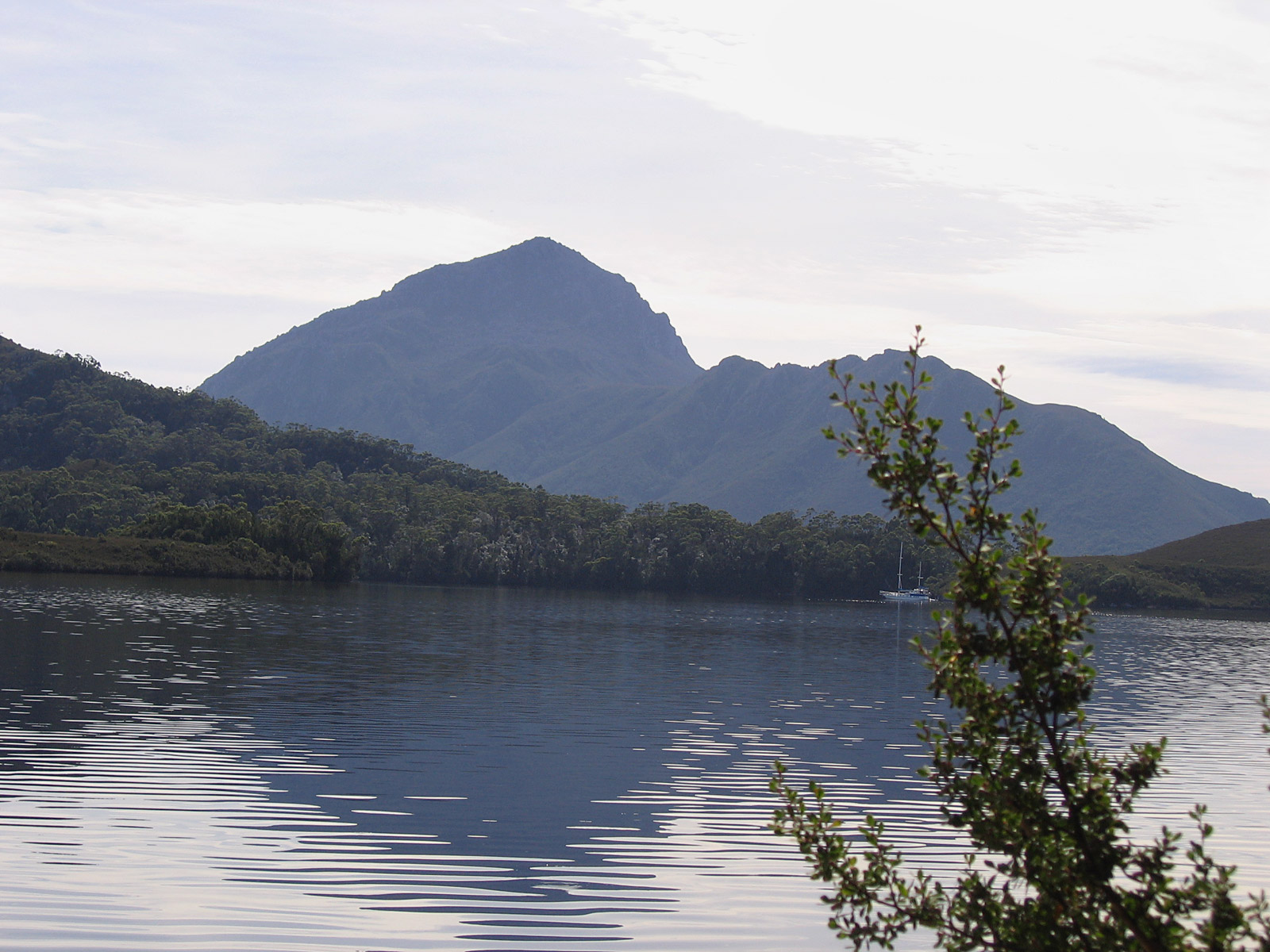
Mount Rugby und Bathurst Harbour
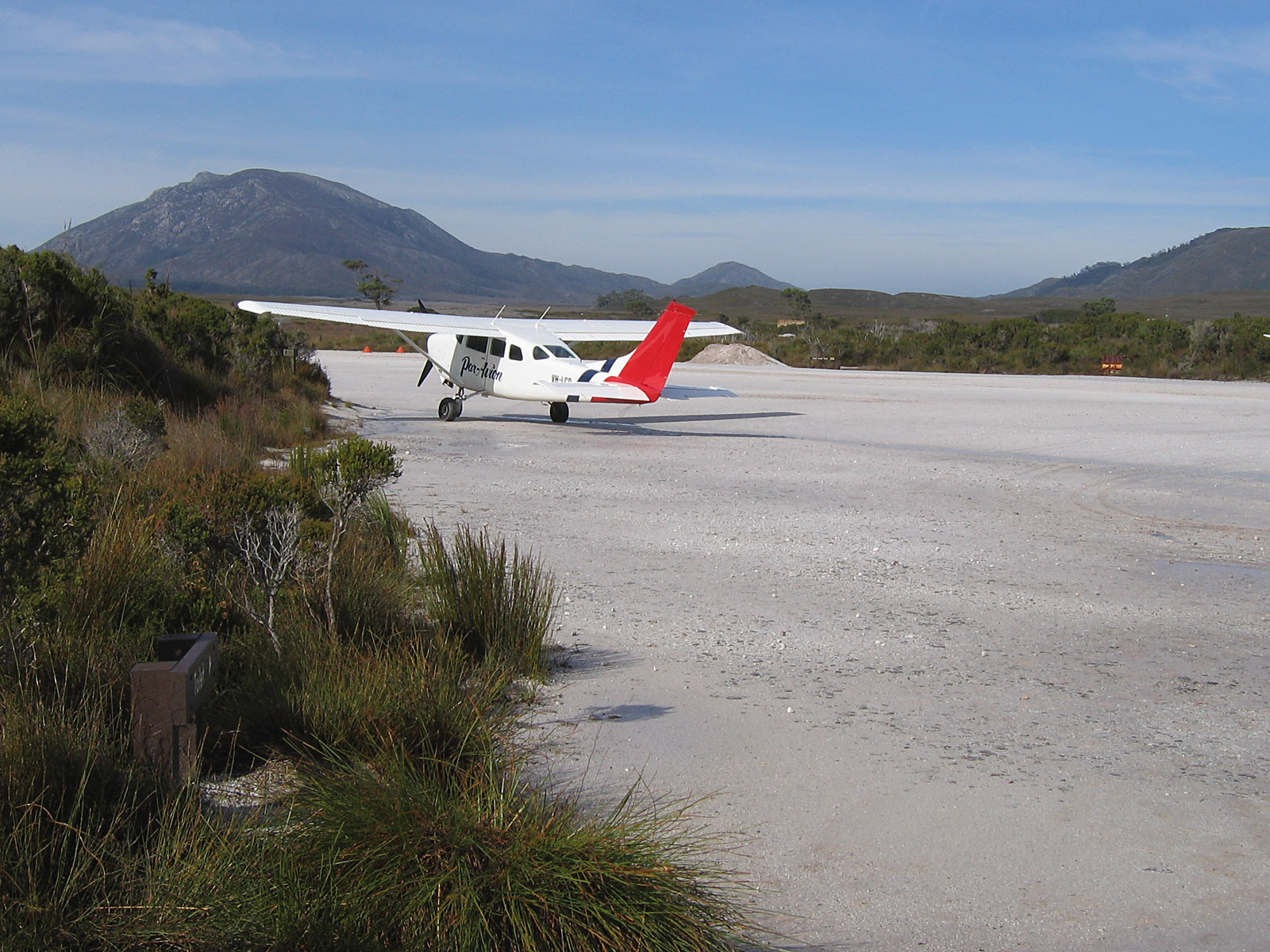
Kleinflugzeug auf dem Melaleuca Rollfeld
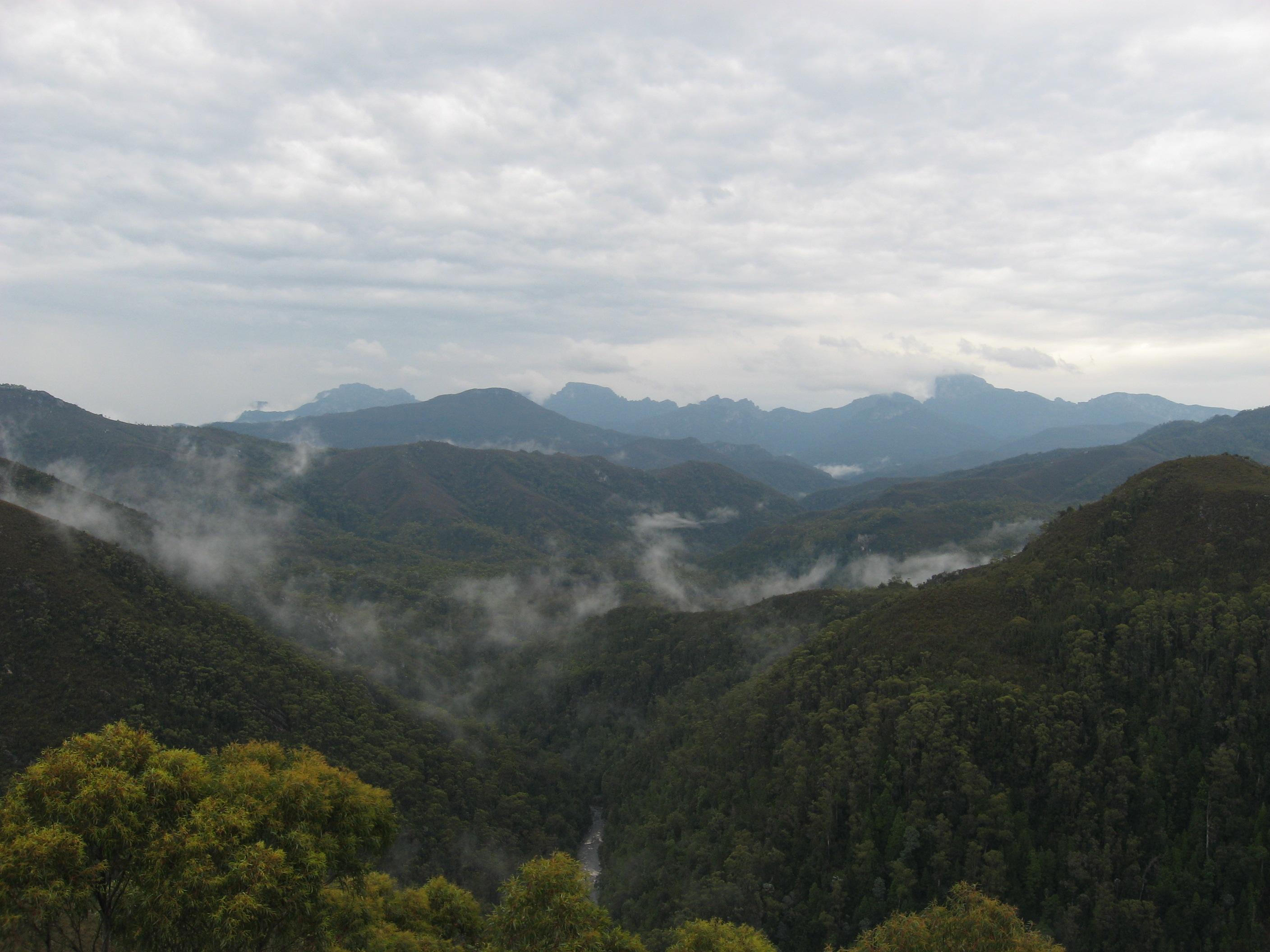
Blick in den Southwest-Nationalpark von Scott’s Peak Road

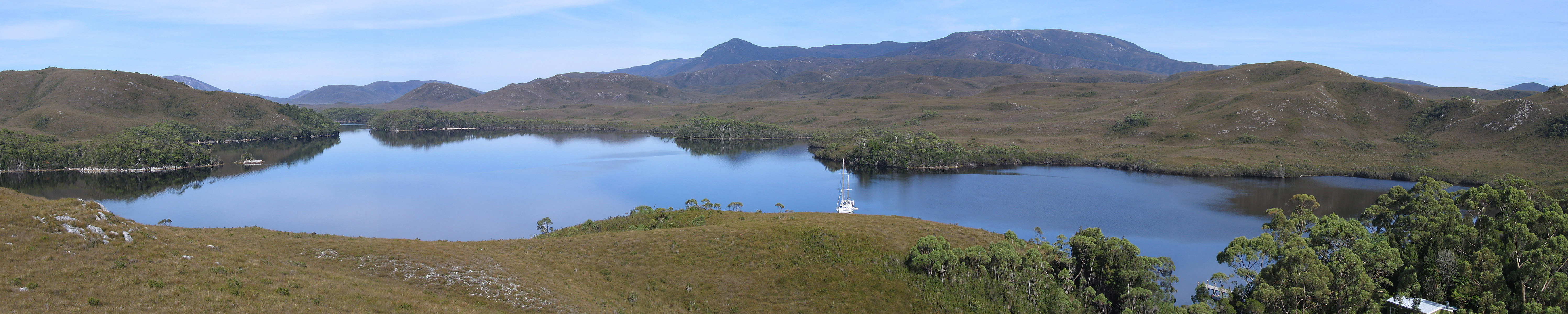
Bathurst Harbour, Tasmanien